# Шадрин, Геннадий Алексеевич
Геннадий Алексеевич Шадрин (15 марта 1922 — 4 ноября 1999) — командир эскадрильи 117-го гвардейского истребительного авиационного полка 236-й истребительной авиационной дивизии 17-й воздушной армии 3-го Украинского фронта, Герой Советского Союза, гвардии майор.

## Биография
Родился 15 марта 1922 года в посёлке Луньевка (ныне — посёлок городского типа Александровского района, Пермского края).
В Красной Армии с 1941 года. Окончил военно-авиационную школу пилотов. Участник Великой Отечественной войны с августа 1942 года.
Командир эскадрильи 117-го гвардейского истребительного авиационного полка гвардии майор Геннадий Шадрин совершил 465 боевых вылетов, в том числе 75 на штурмовку и бомбардировку вражеских войск, уничтожил значительное количество боевой техники и живой силы противника. В 76 воздушных боях сбил 14 самолётов.
Указом Президиума Верховного Совета СССР от 29 июня 1945 года за образцовое выполнение боевых заданий командования на фронте борьбы с немецко-фашистскими захватчиками и проявленные при этом мужество и героизм гвардии майору Геннадию Алексеевичу Шадрину присвоено звание Героя Советского Союза с вручением ордена Ленина и медали «Золотая Звезда».
В августе 1945 года он в составе своего полка убыл из Венгрии в Армению, в город Ереван, а затем, в 1946 году, 117-й гвардейский ИАП перебазировался в Ленинакан. Там Шадрин, уже в звании гвардии майора, стал командиром полка.
В 1949 году его перевели в Тбилиси на должность инспектора 11-й воздушной армии Закавказского Военного округа. В 1953 году гвардии подполковник Шадрин был переведён в Батуми на должность заместителя командира 170-й ИАД по лётной подготовке. Командовал 170-й ИАД генерал-майор авиации К. Н. Мурга, а на её вооружении состояли истребители МиГ-17 и МиГ-17ПФ.
Шадрин уже имел большой «стаж» на этих реактивных машинах, освоив их ещё в Армении, в составе 236-й ИАД. Но именно в составе 170-й ИАД гвардии подполковник Шадрин вновь выполнил несколько боевых вылетов на перехват беспилотных воздушных шаров-разведчиков с фотоаппаратурой, которые запускали американцы со стороны Турции на нашу территорию. Пик их активной заброски выпал на конец лета 1956 года, когда с базы ВВС США в Трабзоне на территорию СССР были выпущены десятки «надувных шпионов». С ними боролись полки 170-й ИАД, причём довольно успешно.
Лётчиками дивизии было сбито более 10 аэростатов-разведчиков. Особо отличился командир 841-го ИАП полковник В. Ф. Логинов, который в августе — сентябре 1956 года уничтожил 2 «баллона». Не менее результативным «охотником» стал и гвардии полковник Шадрин. Один шар он расстрелял над морем, а второй — над сушей в районе Натонети, благодаря чему удалось заполучить и подробно исследовать американскую шпионскую аппаратуру. За эти перехваты Шадрин был награждён орденом Красного Знамени.
В 1967 году удостоен звания «Заслуженный военный лётчик СССР».
Следующей вехой в лётной биографии Геннадия Алексеевича стала командировка на Кубу. В 1961 году под угрозой интервенции со стороны США перед руководством Кубинской республики остро встал вопрос о создании в стране современных ВВС. К тому моменту на Кубе было лишь около 20 морально устаревших и сильно изношенных боевых самолётов американского производства, закупленных прежним режимом. В условиях прекращения американцами поставок запчастей большинство этих машин не могло подняться в воздух.
На Кубу была отправлена партия истребителей МиГ-15 и МиГ-17, а для помощи в их освоении сформировали группу советских военных советников. Старшим авиационным советником этой группы назначили гвардии полковника Шадрина. Так в мае 1961 года он оказался на Кубе. Кроме него в группу входили старший советник Дементьев, начальник штаба Белугин, инженер Кучерявый, а также лётчики-инструкторы Захарин, Кондрашев, Плаксицкий, Павлов, Жаров и Дровков.
За год наши советники обучили несколько групп кубинских лётчиков пилотировать советские машины, вести на них воздушные бои, поражать воздушные и наземные цели. Аэродром, где проходили обучение пилоты Кубинских ВВС, не раз посещали первые лица государства — Команданте Фидель и Рауль Кастро.
Известен случай, когда Кастро усомнился, можно ли с реактивного самолёта попасть в танк, да не просто в танк, а точно в гусеницы. Чтобы подтвердить своё звание лётчика-снайпера и показать, на что способен наш МиГ-15, полетел сам Шадрин. Геннадий Алексеевич совершил три захода и трижды поразил танк из пушек с разных сторон, в том числе и в гусеницы.
Когда Шадрин приземлился и вылез из кабины, восхищённый Фидель долго сжимал его в своих объятиях. Уже через 3 месяца учёбы Шадрин выпустил первых кубинских лётчиков в самостоятельный полёт на МиГ-15, а через год на Кубе практически «с нуля» были созданы новые, современные ВВС.
В марте 1962 года группа советников вернулась на родину. За выполнение правительственного задания Шадрина наградили вторым орденом Ленина. Затем, после непродолжительной службы в Московском военном округе его в августе 1965 года откомандировали Южную группу войск на должность помощника командующего ВВС 34-й воздушной армии, расквартированной в Венгрии.
Отслужив там 7 лет и получив звание генерал-майора, Шадрин был назначен заместителем командующего 5-й воздушной армии и в сентябре 1972 года прибыл на новое место службы — в Одессу. Это была последняя военная должность Геннадия Алексеевича, на которой он находился до весны 1979 года, после чего по состоянию здоровья ушёл в запас. Геннадий Алексеевич поселился в Одессе и почти 18 лет возглавлял Совет ветеранов 5-й воздушной армии. Был частым гостем Музея боевой славы 17-й воздушной армии.
Один из немногих в мире — генерал Г. А. Шадрин — провёл за штурвалом самолёта 7000 часов.
Жил в Одессе. Скончался 4 ноября 1999 года. Похоронен в Одессе на 2-м Христианском кладбище.
Награждён двумя орденами Ленина, пятью орденами Красного Знамени, орденом Александра Невского, двумя орденами Отечественной войны 1-й степени, двумя орденами Красной Звезды, орденом «За службу Родине в Вооружённых Силах СССР» 3-й степени, медалями.
Почётный гражданин города Кизел.

## Память
- 1 сентября 2005 года в Кизеле Г. А. Шадрину был открыт памятник.
- В Одессе, на доме № 96 по улице Новосельского, где с 1972 по 1999 годы проживал Г. А. Шадрин установлена мемориальная доска.